# Krešimir Kozina
Krešimir Kozina (Derventa, 25. lipnja 1990.) hrvatski rukometaš.

## Klupska karijera
Seniorsku je karijeru započeo u riječkom Zametu. Nakon Zameta prelazi u RK Nexe Našice s kojim je bio dva puta doprvak Hrvatske. U Nexeu je i po prvi put zaigrao na europskim natjecanjima i to na EHF Kupu. 2013. prelazi u austrijski klub Alpla HC Hard. Od 2015. je igrao za njemački Flensburg, a zatim od 2016. igra za Füchse Berlin.
Igrao i u Bregenzu.

## Reprezentativna karijera
Reprezentativnu karijeru je započeo u kadetskoj reprezentaciji s kojom je 2009. u Tunisu osvaja prvo mjesto na svjetskom prvenstvu do 19.  Hrvatska mlada reprezentacija za taj uspjeh dobila je Nagradu Dražen Petrović. Igrao je i za juniorsku reprezentaciju. Prvi poziv u seniorsku reprezentaciju dobio je 2015. godine. Igrao je na Europskom prvenstvu u Poljskoj 2016.

## Uspjesi
RK Nexe Našice
- Dukat Premijer Liga - doprvak (2): 2011./12., 2012./13.

Alpla HC Hard
- Austrijska prva liga (2): 2013./14., 2014./15.
- Kup (1): 2014.

Flensburg
- Bundesliga - doprvak  (1):  2015./16.
- DHB-Pokal - drugoplasirani (1): 2016.

Berlin
- Kup EHF - drugoplasirani (1): 2017.

Hrvatska
- SP U-19 2009. - zlato
- Poljska 2016 - bronca

## Vanjske poveznice
- Profil na eurohandball.com